# Argyra ilonae
Argyra ilonae är en tvåvingeart som beskrevs av Gosseries 1989. Argyra ilonae ingår i släktet Argyra och familjen styltflugor. Arten är reproducerande i Sverige. Inga underarter finns listade i Catalogue of Life.